# Кокунимаса, Утагава
Кокунимаса Утагава (1874—1944) — японский художник. Работал в жанрах: муся-э, бидзин-га, йокогама-э.

## Биография
Кокунимаса Утагава (известный также как Байдо Кокунимаса) был сыном известного живописца Байдо Хосая. Вероятно первые художественные навыки он получил в мастерской отца. Неизвестно кто был учителем Кокунимаса в дальнейшем, но фамилия Утагава говорит о том, что он проходил обучение в одной из ведущих школ укиё-э.

## Творчество
Творчество Кокунимаса принадлежит к завершающему периоду истории развития традиционной ксилографии. В 1853 году после длительной изоляции Япония открыла свои порты для западных судов. Страну буквально захлестнули европейская наука, культура и техника. Новые идеи и вещи вызывали колоссальный интерес у местных жителей, особенно это относилось к фотографии и новым техникам печати. Неспособное противостоять западным технологиям искусство укиё-э в начале века вступило в полосу упадка.
Кокунимаса Утагава известен, прежде всего, как автор гравюр с изображениями японо-китайской и русско-японской войн. Отдавая дань традициям укиё-э, художник создал жанровые картины, где героями его гравюр стали войны-самураи и красивые женщины, живописные сцены повседневной жизни иностранцев, проживающих в Японии, их обычаев и нравов.